# Den forbudte By
Den forbudte By er en amerikansk stumfilm fra 1918 af Sidney Franklin.

## Medvirkende
- Norma Talmadge som San San / Toy
- Thomas Meighan som John Worden
- E. Alyn Warren som Wong Li
- Michael Rayle
- L. Rogers Lytton